# Паметник на Христо Ботев (Измаил)
Паметникът на Христо Ботев в град Измаил e разположен в двора на главния корпус на Измаилския държавен хуманитарен университет.
Той е открит на 20 март 1978 г. Откриването му е свързано със 100-годишнината от Освобождението на България и 30-годишнина от подписването на Договора за приятелство, сътрудничество и взаимопомощ между Съветския съюз и Народна република България. Бюстът на паметника е направен от местния скулптор Михаил Недопак.